# Labracinus atrofasciatus
Labracinus atrofasciatus är en fiskart som först beskrevs av Herre, 1933.  Labracinus atrofasciatus ingår i släktet Labracinus och familjen Pseudochromidae. Inga underarter finns listade i Catalogue of Life.